# Anton Halén
Anton Halén, född 28 november 1990 i Helgum, är en svensk handbollsspelare. Han är vänsterhänt och spelar i anfall som högersexa. Han är 192 cm lång och väger 87 kg.

## Klubblagsspel
Tillsammans med HK Drott Halmstad tog han SM-guld 2013. Samma år blev han utsedd till elitseriens bästa högersexa av SHF.
Mellan 2014 och 2018 spelade Anton Halén i den tyska bundesligaklubben Frisch Auf Göppingen. Från och med säsongen 2018/2019 spelar han i svenska mästarlaget IFK Kristianstad. Med Kristianstad var han med och vann en historisk trippel med cupguld, serieseger och SM-guld 2023. 2021-2023 är han lagkapten i IFK Kristianstad. I december 2023 meddelade Anton Halén att han skulle avsluta karriären efter innevarande säsong.

## Landslagsspel
Anton Halén deltog bland annat han 2013 i de två sista EM-kvalmatcherna mot Ukraina och Holland. Vid EM i Danmark i januari 2014 ingick han i bruttotruppen men som reserv på hemmaplan. Han deltog även i VM 2015 i Qatar. Han har spelat totalt 25 A-landskamper för Sverige och gjort 50 mål

## Klubbar
- Sollefteå Handbollsklubb (Moderklubb–2006)
- HK Drott Halmstad (2006–2014[4])
- Frisch Auf Göppingen (2014–2018[5])
- IFK Kristianstad (2018–2023)

### Fotnoter
1. ↑  ”Drott vann SM-guld efter sekunddrama”. https://www.expressen.se/sport/handboll/drott-vann-sm-guld-efter-sekunddrama/. Läst 20 april 2020.
2. ↑  Robin Nilsson (29 december 2023). ”Beskedet efter förlusten – Halén slutar med handboll: ”Det är tufft””. Kristianstadsbladet. https://www.kristianstadsbladet.se/sport/beskedet-efter-forlusten-halen-slutar-med-handboll-det-ar-tufft/. Läst 12 januari 2024.
3. ↑  ”Nedräkning VM / Anton Halen”. Arkiverad från originalet den 20 april 2019. https://web.archive.org/web/20190420101724/http://www.svenskhandboll.se/Landslag/Landslagsnyheter/NedrakninginforVMAntonHalen/. Läst 20 april 2019.
4. ↑  ”Stjärnan lämnar Drott - Här är nya klubben”. https://www.expressen.se/kvallsposten/sport/stjarnan-lamnar-drott--har-ar-nya-klubben/. Läst 20 april 2019.
5. ↑  ”Rykte Anton Halen till IFKKristianstad”. https://handbollskanalen.se/handbollsligan/rykte-anton-halen-till-ifk-kristianstad/. Läst 20 april 2019.